# Droszewo
Droszewo [drɔˈʂɛvɔ] (tiếng Đức: Kunzkeim) là một ngôi làng thuộc khu hành chính của Gmina Biskupiec, thuộc huyện Olsztyński, Warmińsko-Mazurskie, ở miền bắc Ba Lan. Nó nằm khoảng 8 kilômét (5 mi)  phía tây bắc Biskupiec và 29 km (18 mi) về phía đông bắc của thủ đô khu vực Olsztyn.
Trước năm 1945, khu vực này là một phần của Đức (Đông Phổ).
Ngôi làng có dân số 288.